# Cloughley Motor Vehicle Company
Cloughley Motor Vehicle Company, vorher Cloughley Automobile Manufacturing Company, war ein US-amerikanischer Hersteller von Automobilen.

## Unternehmensgeschichte
Robert H. Cloughley arbeitete ab 1891 an einem Automobil. 1896 war der erste Dampfwagen fertig. Im April 1901 gründete er die Cloughley Automobile Manufacturing Company in seinem Heimatort Cherryvale in Kansas. Hier begann die Produktion in kleinem Ausmaß. Der Markenname lautete Cloughley. Der Inhaber der Tannehill Manufacturing Company kaufte das erste Fahrzeug. Anfang 1903 folgte der Umzug nach Parsons in Kansas und die Umbenennung in Cloughley Motor Vehicle Company. Im gleichen Jahr 1903 endete die Produktion.

## Fahrzeuge
Der Dampfwagen von 1896 war laut einer Quelle der erste seiner Art, der westlich des Mississippi River gebaut wurde. Cloughley setzte ihn als Taxi ein. Der Dampfkessel war unter den hinteren Sitzen montiert. Der Aufbau war ein Surrey. Es ist unklar, ob bis 1901 weitere Taxis entstanden.
Von 1902 bis 1903 gab es das Modell Steam. Er war ebenfalls als Surrey karosseriert. Der Dampfmotor hatte zwei Zylinder und leistete 8 PS.
1903 ergänzten zwei Modelle mit Ottomotor das Sortiment. Sie hatten Zweizylindermotoren. Die Leistung war mit 9 PS für das schwächere Modell und 12 PS für das stärkere Modell angegeben. Die Aufbauten unterschieden sich nicht von den Dampfwagen.

## Modellübersicht
| Jahr      | Modell   | Zylinder | Leistung (PS) | Aufbau         |
| --------- | -------- | -------- | ------------- | -------------- |
| 1896–1901 | Steam    |          |               | Surrey Taxicab |
| 1902      | Steam    | 2        | 8             | Surrey         |
| 1903      | Steam    | 2        | 8             | Surrey         |
| 1903      | Gasoline | 2        | 9             | Surrey         |
| 1903      | Gasoline | 2        | 12            | Surrey         |